# Ван Инваген, Питер
Питер ван Инваген (англ. Peter van Inwagen) (род. 21 сентября 1942 г.) — американский аналитический философ. В настоящее время — профессор философии в Университете Нотр-Дам и профессор-исследователь в Университете Дьюка. Внес значительный вклад в дискуссии, посвященные метафизике, свободе воли, философии религии, онтологии и метаонтологии.
Долгое время ван Инваген придерживался атеистических взглядов, однако в возрасте 40 лет, после длительных размышлений, обратился в христианскую веру (о причинах, побудивших его этого сделать, философ рассказал в своем автобиографическом эссе «Quam Dilecta»). Будучи христианином, ван Инваген, тем не менее, отрицает существование нематериальной души, которая могла бы существовать отдельно от тела. По его мнению, в момент смерти Бог «выкрадывает» тело человека, чтобы потом его воскресить, при этом подменяя телесные останки их точной копией. Ван Инваген ввел термин «метаонтология» в широкий научный обиход, а также разработал свой вариант метаонтологии, который он сформулировал в виде пяти тезисов:
1. Бытие - это не деятельность.
2. Бытие – это то же самое, что и существование.
3. Бытие унивокально.
4. Единственный смысл бытия, или существования, адекватно передается при помощи квантора существования формальной логики.
5. Наилучшим способом ответа на онтологический вопрос «Что есть?» является предложенный Куайном способ, связанный с поиском онтологических обязательств.